# Grégory Sertic
Grégory Sertic (5 de agosto de 1989 Brétigny-sur-Orge, Paris, França) é um futebolista francês de ascendência croata. Atualmente joga por nenhuma equipe.

## Carreira
Sertic começou a carreira no Bordeaux.